# Cambria and Indiana Railroad

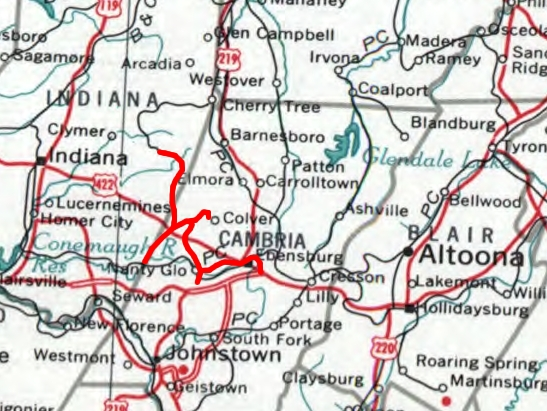
Streckennetz der Cambria and Indiana Railroad

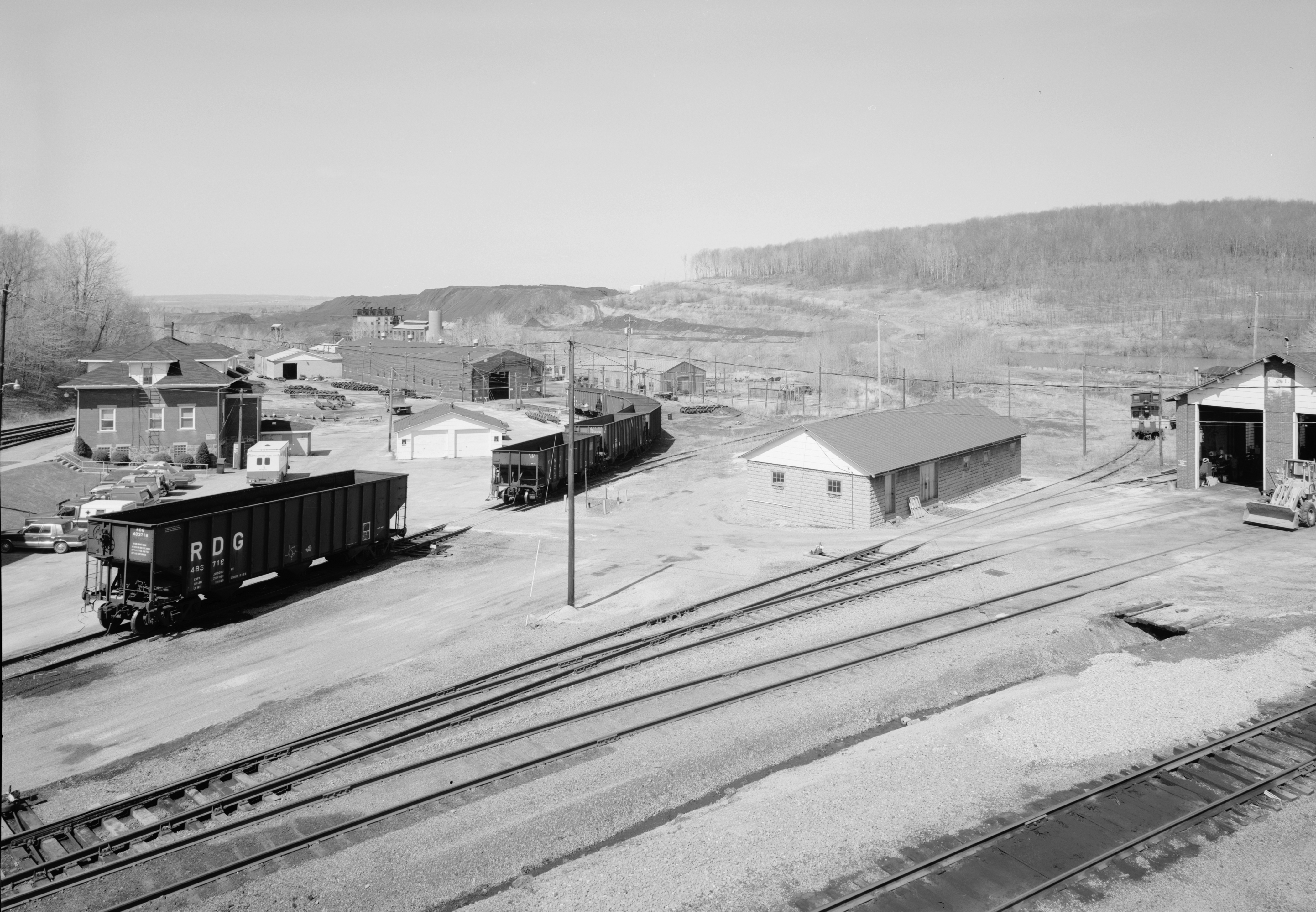
Betriebsbahnhof der Cambria and Indiana Railroad in Colver

Die Cambria and Indiana Railroad (C&I) war eine Eisenbahngesellschaft in Pennsylvania (Vereinigte Staaten). Die Geschichte der Gesellschaft ist eng mit der Kohleförderung in dieser Region Pennsylvanias verbunden. Die 1911 gegründete Gesellschaft bestand bis 1994.

## Geschichte
In den 1890er Jahren begann das Holzabbauunternehmen Vinton Lumber Company von Rexis aus, entlang des Blacklick Creek eine  Waldbahn bis in die Nähe von Stiles zu errichten. Als bekannt wurde, dass in dieser Gegend Kohle zu finden ist, wurde die Bahn in eine öffentliche Eisenbahn umgewandelt. Man hoffte dadurch vom Transport zu profitieren. Neben der Holzabfuhr wurden nun auch Personen bis Burns befördert. An Werktagen fuhr ein Zugpaar von Rexis bis Burns und zwei weitere fuhren nur bis White Mill.
Am 15. Juni 1904 wurde die Black Lick and Yellow Creek Railroad Company (B&YC) gegründet. Zur selben Zeit begannen die Investoren John Heisley Weaver und B. Dawson Coleman Kohleabbaurechte in dieser Gegend zu erwerben und Kohleminen anzulegen. 1910 begann der Holzabbau nachzulassen. Somit ergab sich für Vinton Lumber die Möglichkeit die Bahngesellschaft für 100.000 $ an die Minenbesitzer zu verkaufen. Sogleich wurde mit der Verlängerung der Strecke nordwärts nach Manver begonnen. Dort lag eine Kohlemine der Besitzer, außerdem bestand Anschluss an die Cherry Tree and Dixonville Railroad. Außerdem wurde ein Abzweig nach Osten zu einer Mine errichtet, die den Namen Colver Heights erhielt. Am 20. April 1911 wurde die B&YC in die Cambria and Indiana Railroad Company umgegründet. Im Oktober 1911 wurde die Strecke nach Colver fertiggestellt. In Colver wurde außerdem die Fahrzeugwerkstatt eingerichtet. Um zu verhindern, dass die Pennsylvania Railroad über den Bau einer neuen Bahngesellschaft in „ihrem“ Territorium misstrauisch wird, wurde stets verlautbart, dass es sich um Anschlüsse von Kohleminen handele.
Zwischen der Mine Colver und der Bergarbeitersiedlung Colver Heights mussten zwei Spitzkehren eingebaut werden, um die Steigung zu überwinden. Der Personenverkehr begann am 16. Juni 1912. Drei Fahrten wurden täglich pro Richtung durchgeführt. Zwischen Colver und Manver verkehrte nun außerdem an Werktagen ein Zugpaar.
1912 begann die Cambria and Indiana Railroad mit dem Bau einer Strecke nach Nanty Glo. Zur Sicherung der Baurechte war diese zuerst ohne Rücksicht auf Steigungen gebaut wurden. Nach einer verbesserten Geländeaufnahme 1913 wurde die Strecke 1916 endgültig hergestellt. Eine Verlängerung dieser Strecke nach Osten bis zur Mine Revloc erfolgte 1917 und wurde 1918 eröffnet. Ab 1914 fuhren Personenzüge auch von Rexis nach Nanty Glo.
Der Fahrzeugpark der Gesellschaft war inzwischen auf acht Dampflokomotiven und zwei Akkumulatortriebwagen für den Personenverkehr angestiegen. Diese Triebwagen wurden 1914 und 1916 von J. G. Brill and Company beschafft. Sie verfügten zusätzlich über einen Stromabnehmer. Dieser war notwendig um am Ende eines Tages die 5 %-Steigung von Colver Mine nach Colver Heights zur Ladestation zu überwinden. Dafür wurde auf diesem Streckenabschnitt eine Oberleitung errichtet. 1922 wurden die Akkumulatortriebwagen durch zwei Benzintriebwagen abgelöst. Täglich verkehrte zwischen Colver und Rexis ein gemischter Zug. Außerdem standen 1500 50-Tonnen-Stahlwagen für den Kohletransport zur Verfügung.
1919 wurden insgesamt 23 Kohlegruben entlang der Strecken bedient. Zur gleichen Zeit gab es Pläne das Netz bis Johnstown sowie zu einem Punkt südlich von Ebensburg. Letzteres Projekt war 1926 schon weit gediehen wurde aber schließlich durch eine Untertagebahn von Revloc aus verwirklicht.
1922 beendeten Coleman und Weaver ihre Partnerschaft. Coleman verkaufte seinen 40 %-Anteil an der Bahngesellschaft an die „Bituminous Coal Company“ einer Tochtergesellschaft der New York Central Railroad. Das Transportaufkommen stieg weiter, so dass weitere Lokomotiven und Wagen beschafft wurden. Erst die Wirtschaftskrise der Großen Depression führte zu Einschnitten. Da einige Minen schlossen, ließen die Transporte nach. Um die Gesellschaft wirtschaftlich zu halten, wurde ältere Lokomotiven verkauft und am 1. Dezember 1931 schließlich der Personenverkehr eingestellt. Die Nachfrage der US Navy nach der guten Kohle aus Nanty Glo sorgte jedoch weiterhin für gute Geschäfte. In den Jahren 1931 bis 1935 wurden zeitweilig die höchsten Dividenden der Unternehmensgeschichte gezahlt. Während des Zweiten Weltkrieges stieg das Transportaufkommen wieder an. So war die Gesellschaft genötigt zwischen 1939 und 1944 sechs gebrauchte Lokomotiven zu erwerben.
Im Mai 1950 erhielt der Stahlkonzern Bethlehem Steel von der ICC die Genehmigung zum Erwerb der Gesellschaft des 1934 verstorbenen Weaver. Da Bethlehem Steel in ihren schon bestehenden Bahngesellschaften frühzeitig auf Diesellokomotiven umgestellt hatte, ließ der Traktionswandel auch bei der Cambria and Indiana nicht lange auf sich warten. 1951 wurden die ersten zwei Lokomotiven geliefert, denen 1952 sechs weitere folgten. Gleichzeitig wurden die vorhandenen Dampflokomotiven verschrottet.
1962 waren nur noch vier Minen entlang der Strecke in Betrieb (Colver, Nanty Glo, Revloc und Cardiff). 1963 begann Bethlehem  Steel mit einer neuen Mine südlich von Ebensburg. In den Anlagen dieser Mine sollte auch die Rohkohle der anderen Gruben aufgearbeitet werden. Aus diesem Grunde verlängerte man die Strecke von Revloc bis zu der als Nr. 33 bezeichneten Mine. Dabei nutzte man auf einer Länge von 3,5 Kilometer die Strecke der Pennsylvania Railroad. Gleichzeitig erwarb man weitere Diesellokomotiven um das Transportaufkommen zu bewältigen. 1965 waren 14 Lokomotiven im Bestand. Im gleichen Jahr eröffnete in Stiles die Barnes and Tucker Coal Company eine Mine. Bis 1968 stieg der Fahrzeugpark auf 18 an. Durchgeführt wurden  vor allem Fahrten mit festgekoppelten Zügen zwischen den Minen und nahen Aufbereitungsanlagen oder Kraftwerken. Der Transport von Revloc zur Mine 33 wurde aufgegeben, nachdem im Untergrund eine Verbindung hergestellt wurde.
Der Fahrzeugpark bestand Ende der 1960er Jahre neben den Lokomotiven aus 950 Kohlewagen,  sechs Cabooses, einen dieselelektrischen Lokomotivkran sowie weitere Wagen für die Streckenunterhaltung.
Im Zuge des Verkaufs des Bahngeschäftes der insolventen Penn Central erwarb Bethlehem Steel 1975 die restlichen 40 % des Unternehmens. Der Rückgang der Stahlindustrie in den 70er Jahren führte auch zu einer nachlassenden Nachfrage nach Kohle. 1977 wurde zusätzlich noch die Strecke zwischen Rexis und Elkdale Junction durch einen Erdrutsch zerstört. Dieser Abschnitt wurde daraufhin aufgelassen. Mitte der 1980er Jahre wurde nur noch Mine 33 betrieben. Die verbliebene Nord-Süd-Strecke zwischen Glory und Adele Junction wurde an ein Kraftwerksunternehmen verkauft. Anfang der 1990er Jahre wurden die Werkstätten und Büros nach Revloc verlegt. Dadurch sparte man sich die Fahrten nach Colver über die weitgehend ungenutzte und nicht mehr unterhaltene Strecke.
1994 wurde auch die Mine 33 geschlossen. Als Folge wurde am 11. November 1994 die Cambria and Indiana Railroad stillgelegt. In der Folge wurden die Gleise abgebaut und die Grundstücke dem Cambria County übereignet. Auf dem ehemaligen Bahndämmen sollen Rad- und Wanderwege entstehen. Intakt blieb nur der Abzweig von der PRR (später Conrail)-Strecke zur Mine 33. Die noch vorhandenen Lokomotiven und Wagen wurden zu anderen Bahngesellschaften von Bethlehem Steel umgesetzt.
2003 erwarb die Lehigh Valley Rail Management von der Bethlehem Steel-Nachfolgerin International Steel Group mehrere Bahngesellschaften darunter auch die Cambria and Indiana Railroad.

## Fahrzeuge
| Nr.    | Hersteller        | Achsfolge | Baujahr    | Anmerkung                                                             |
| ------ | ----------------- | --------- | ---------- | --------------------------------------------------------------------- |
| 1, 2   |                   |           |            | Lokomotiven der Vinton Lumber Co., wurden durch die C&I freigelassen. |
| 3      | Baldwin           | 1'D       | 1907       | 1911 erworben, 1916 verkauft                                          |
| 4      | Baldwin           | 1'D1'     | 1911       | 1917 verkauft                                                         |
| 5, 6   | Baldwin           | 1'D1'     | 1911, 1913 | 1930 verkauft                                                         |
| 7–9    | Lima              | 1'D1'     | 1917       | 1930 verkauft                                                         |
| 10, 11 | Baldwin           | 1'D1'     | 1918       | 1941 verkauft                                                         |
| 14, 15 | Baldwin           | 1'D       | 1920       | 1944 stillgelegt                                                      |
| 16–19  | ALCo Schenectady  | 1'D       | 1923       | 1952 verschrottet                                                     |
| 20, 21 | ALCo Schenectady  | 1'D1'     | 1920       | 1939 erworben, 1951/1952 verschrottet                                 |
| 22     | PRR Juniata Shops | 1'D1'     | 1915       | 1941 erworben, 1948 verschrottet                                      |
| 23     | Baldwin           | 1'D1'     | 1916       | 1941 erworben, 1950 verschrottet                                      |
| 24, 25 | ALCo Brooks       | 1916      | 1'D1'      | 1944 erworben, 1952 verschrottet                                      |

| Nr.      | Hersteller              | Bauart                 | Baujahr    | Anmerkung                                                               |
| -------- | ----------------------- | ---------------------- | ---------- | ----------------------------------------------------------------------- |
| ?        | Jackson&Sharp           | Akkumulator-Triebwagen |            | 1912 erworben                                                           |
| 140, 150 | J. G. Brill and Company | Akkumulator-Triebwagen | 1914, 1916 | ex 14, 15 1920 umnummeriert, 1923 an Canadian National Railway verkauft |
| 98, 99   | J. G. Brill and Company | Benzol-Triebwagen      | 1922, 1923 | Nr. 99 1942 verkauft                                                    |

| Nr.    | Typ        | Baujahr   | Anmerkung                                    |
| ------ | ---------- | --------- | -------------------------------------------- |
| 15, 16 | EMD SW1500 | 1968      |                                              |
| 17, 18 | EMD SW1500 | 1969      |                                              |
| 19, 20 | EMD MP15DC | 1975      |                                              |
| 30–37  | EMD SW9    | 1951–1952 | Nr. 36 erhielt eine Bi-Centennial-Lackierung |
| 38–44  | EMD SW1200 | 1956–1957 | 1964–1967 gekauft                            |
| 45     | EMD SW7    | 1950      | 1969 gekauft                                 |